# Proximus Group
Proximus Group (tidligere Belgacom Group) er en belgisk telekommunikationsvirksomhed, der satser på internet, tv, fastnet, mobiltelefoni, osv. De benytter brands som Proximus, Scarlet, Tango, Telindus Luxembourg og Telindus Netherlands. Belgien ejer 53,3 % af aktierne i selskabet, der oprindeligt blev oprettet med navnet RTT i 1930.